# CMS Made Simple
«CMS Made Simple» (укр. CMS Мейд Симпл) — проста безкоштовна система керування вмістом, з відкритим кодом, написана на мові програмування PHP.